# Eusandalum flavipenne
Eusandalum flavipenne är en stekelart som beskrevs av Ruschka 1921. Eusandalum flavipenne ingår i släktet Eusandalum och familjen hoppglanssteklar. Inga underarter finns listade i Catalogue of Life.